# Вторгнення в Дженін (липень 2023)
3 липня 2023 року ізраїльські війська провели масштабний штурм табору біженців в окупованому Ізраїлем палестинському місті Дженіні на Західному березі річки Йордан. Ізраїльський уряд заявив, що метою операції під назвою «Операція Дім і сад» було знищення бойовиків у таборі.
Табір біженців у Дженіні був створений у 1953 році для палестинців, які втекли або були вигнані ізраїльськими військами під час Палестинської війни 1948 року. За оцінками UNRWA, його населення становить 18 000 осіб, а щільність населення — 33 000/км2. Табір страждає від високого рівня бідності та безробіття, а також стикається зі складними умовами життя, що частково пов'язано з ізраїльськими обмеженнями. Табір був частим місцем багатьох інцидентів в ізраїльсько-палестинському конфлікті.
Атака почалася рано вранці 3 липня і призвела до загибелі щонайменше десяти палестинців і поранення ще 100. Військові підкреслили, що ця операція є "однією з серії" і обмежується районом табору біженців у Дженіні. До 500 палестинських сімей були примушені або мусили покинути свої домівки через ізраїльську атаку.
Цей штурм став найбільшим вторгненням і розгортанням повітряних сил проти бойовиків на Західному березі за останні 20 років, з часів Другої інтифади Ізраїльські військові і політичні ешелони, схоже, дотримуються різних поглядів на масштаб і мету операції..

## Передумови

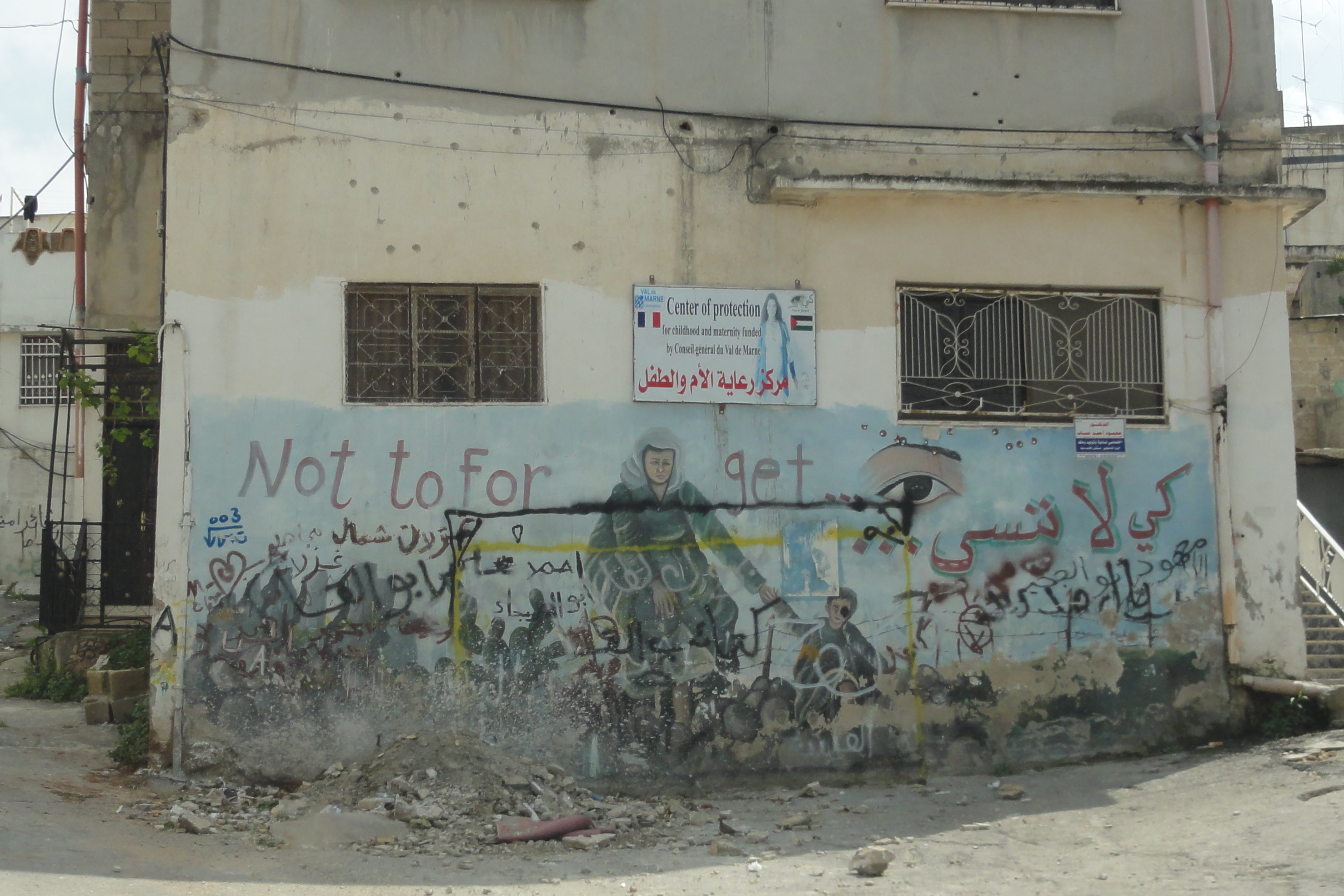
Графіті в таборі в Дженіні у 2011 році: «Не забути...»

Табір біженців у Дженіні був заснований у 1953 році, де розмістилися палестинці, які втекли або були вигнані ізраїльськими військами під час Палестинської війни 1948 року. За оцінками, його населення становить 18 000 осіб, і воно страждає від високого рівня бідності та безробіття. Він був частим місцем багатьох інцидентів в ізраїльсько-палестинському конфлікті. Після ескалації ізраїльсько-палестинського насильства навесні 2022 року табір Дженіна і сусіднє місто залишаються осередком напруженості. Дженін історично був оплотом збройного опору проти Ізраїлю і був значним джерелом суперечностей під час Другої інтифади. Міністр закордонних справ Ізраїлю Елі Коен назвав табір «центром терористичної діяльності» і звинуватив Іран у фінансуванні його бойовиків.
У 2023 році табір біженців неодноразово ставав мішенню ізраїльських сил через переконання ізраїльського уряду в тому, що в ньому переховуються бойовики, відповідальні за напади на території Ізраїлю. Уряд Ізраїлю визначив пріоритетним завданням знищення табору. Вторгнення відбулося на тлі зростання насильства на Західному березі, яке мало ще одне жорстоке зіткнення в Дженіні за два тижні до цього, ракетний інцидент, випущений з цього району, першу з 2006 року атаку ізраїльського безпілотника на Західному березі, а також напади поселенців на палестинські селища. Крім того, зростав внутрішній тиск з вимогою відреагувати на низку нападів на ізраїльських поселенців, зокрема на стрілянину в червні, в результаті якої загинули четверо ізраїльтян. Впливові члени правого уряду прем'єр-міністра Беньяміна Нетаньягу також виступали за більш масштабну військову відплату для припинення насильства, що триває в регіоні.

## Атака

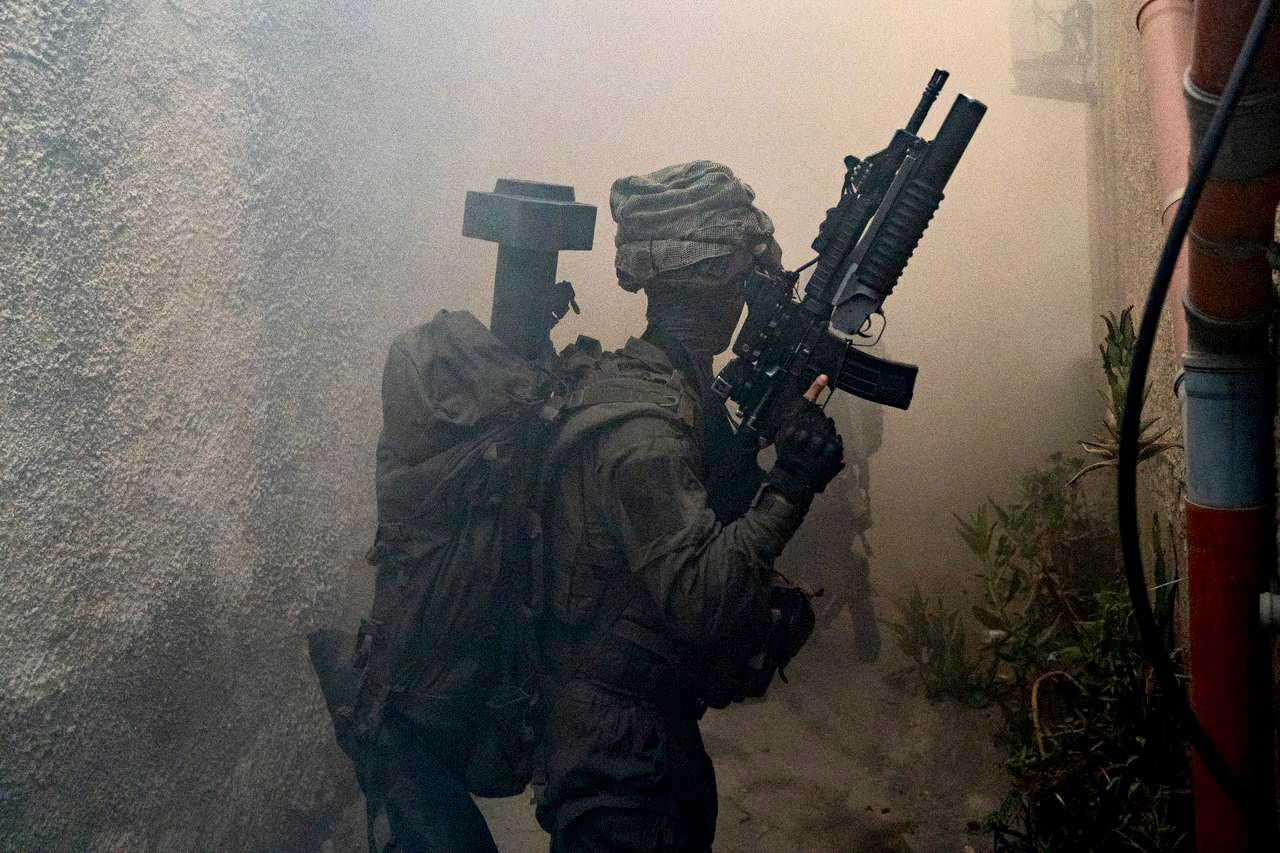
Ізраїльський солдат під час операції

Атака почалася з ударів безпілотників по об'єктах, які ЦАХАЛ назвав «терористичною інфраструктурою», незабаром після першої години ночі. За авіаударами відбулося розгортання військ, які залишалися всередині табору до полудня. Бої тривали приблизно 14 годин після того, як ізраїльські війська увійшли до табору. Речник ЦАХАЛу підполковник Річард Хехт повідомив, що в операції брали участь близько 2 000 солдатів, які складали бригаду.
Військові перекривали дороги, захоплювали будинки і споруди, розміщували снайперів на дахах. Військові бульдозери використовувалися для розчищення шляхів на вузьких вулицях, щоб полегшити пересування ізраїльських сил, що призвело до пошкодження будівель.
За даними Міністерства охорони здоров'я Палестини, в результаті інциденту загинуло щонайменше 10 палестинців, у тому числі троє неповнолітніх, 100 осіб отримали поранення, 20 з них перебувають у критичному стані. Найстаршому з загиблих у понеділок було 23 роки Журналісти також повідомляли, що під час висвітлення подій потрапляли під ізраїльський вогонь..
Палестинські джерела повідомили, що 3 000 людей втекли або були евакуйовані з табору, рятуючись від бойових дій. Палестинський Червоний Півмісяць заявив, що очікує, що ця цифра буде зростати на тлі триваючої військової активності Ізраїлю в цьому районі UNRWA підтвердило, що мешканці табору виїжджають.

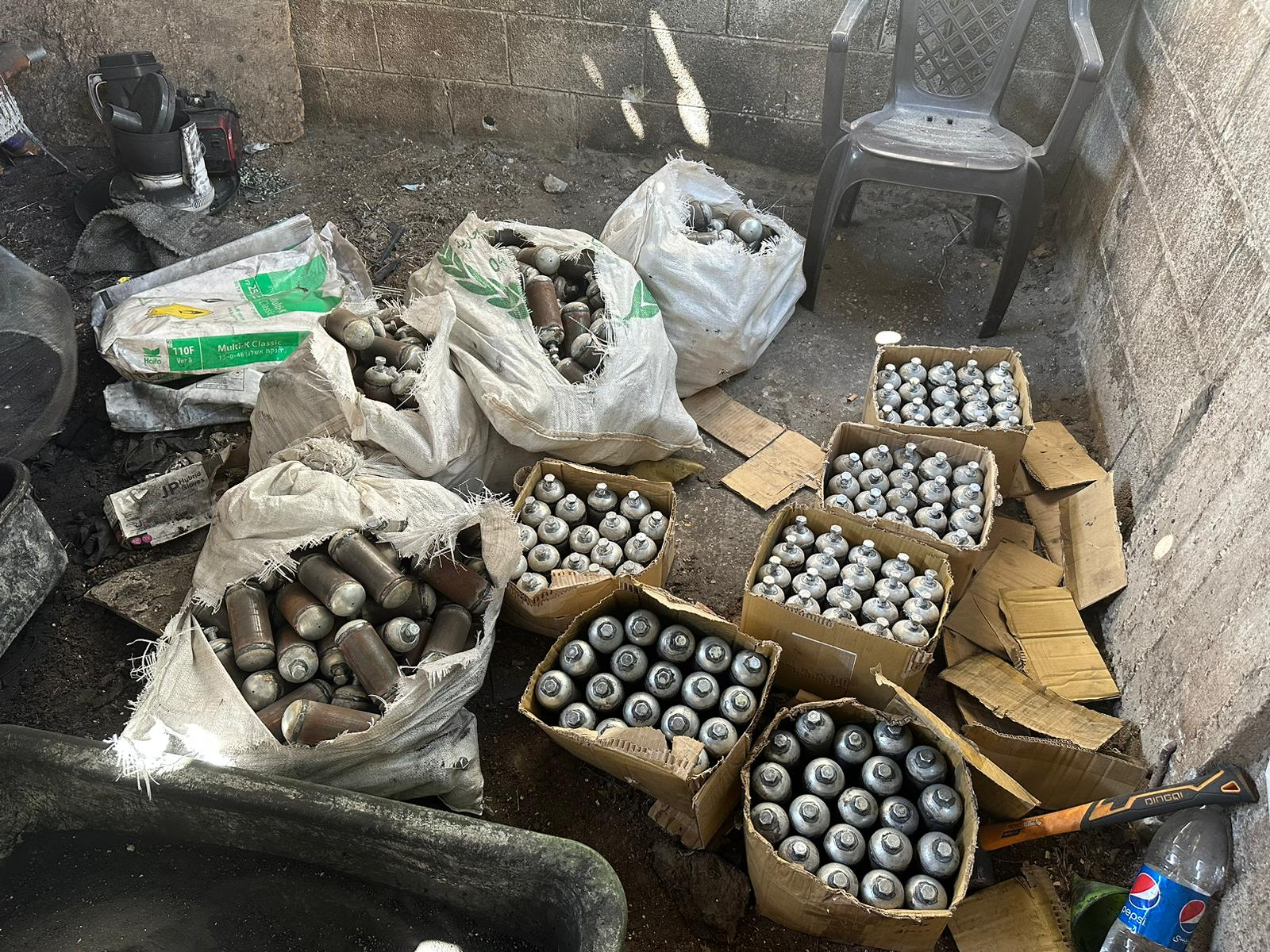
Схованка зі зброєю, знайдена в Дженіні, за даними ЦАХАЛу

Ізраїльська армія заявила, що виявила три об'єкти, які займалися виробництвом зброї, і конфіскувала схованки зі зброєю і сотні вибухових пристроїв. Також повідомляється, що ракети, випущені під час операції, влучили в об'єднаний оперативний центр, який використовували бойовики з бригади Дженіна, а також в об'єкт, відповідальний за виробництво зброї і зберігання вибухових пристроїв.

## Жертви
Серед 13 загиблих палестинців 4 були бойовиками «Ісламського джихаду», а один — бойовиком ХАМАСу, а саме:
- Нур ад-Дін Хусам Маршуд (16)
- Мустафа Емад Касем (16)
- Маджді Юніс Арараві (17)
- Алі Хані аль-Гуль (17)
- Хусам Мохаммад Абу Діба (18)
- Оуз Хані Ханун (19)
- Саміх Фаріс Абу Алуфа (20)
- Ахмад Мохаммад Амер (21)
- Одай Ібрагім Хамайсех (22)
- Мохаммад Муханнад аш-Шамі (23)[20].

- Ізраїльський солдат, старший сержант-майор Давид Ієгуда Іцхак (23), поселенець Бейт-Еля з підрозділу «Егоз»[21].

## Реакції

### Палестина
Набіль Абу Рудейне, речник президента Палестини, заявив, що палестинський народ не поступиться, не здасться і не відступить «перед обличчям цієї жорстокої агресії».
У секторі Газа марш солідарності був організований місцевими політичними групами, такими як правляча партія ХАМАС і НФВП, на знак солідарності з Дженіном.
4 липня в Тель-Авіві дев'ять осіб отримали поранення в результаті нападу палестинця, який протаранив на автомобілі і завдав їм ножові поранення. ХАМАС заявив, що напад «був героїчним і помстою за військову операцію в Дженіні».

### Міжнародна спільнота
Лінн Гастінгс, гуманітарний координатор ООН на палестинських територіях, висловила свою стурбованість у Твіттері масштабною військовою операцією Ізраїлю, зазначивши, що авіаудари були нанесені по густонаселеному табору біженців.
Йорданія, Єгипет, Об'єднані Арабські Емірати та Організація ісламського співробітництва (ОІС) засудили насильство.
Хезболла також засудила напади, заявивши, що палестинці мають «багато альтернатив і засобів, які змусять ворога пошкодувати про свої дії».
Згідно повідомлень окремих ресурсів, 4 липня 2023 року, прем'єр-міністр Великобританії Ріші Сунак виступив з різкою критикою на адресу Ізраїлю. Великобританія також закликала Ізраїль «продемонструвати стриманість у своїх діях і щоб усі сторони уникли подальшої ескалації як у Юдеї та Самарії, так і у Газі». Відповідаючи на запитання парламентського комітету зі зв'язків, Сунак також сказав, що «ізраїльські поселення є незаконними відповідно до міжнародного права, і що Великобританія попередила, що вони є перешкодою на шляху до миру і загрожують фізичній життєздатності рішення про дві держави». 

## Наслідки
4 липня в Тель-Авіві дев'ять осіб отримали поранення в результаті нападу палестинця, який протаранив автомобіль і завдав ножових поранень. ХАМАС заявив, що напад був "героїчним і помстою за військову операцію в Дженіні".
5 липня біля гори Герізім озброєні бойовики відкрили вогонь по автомобілю ізраїльської поліції, пошкодивши машину, а також місцевий магазин. За повідомленнями, ніхто з ізраїльтян і бойовиків не постраждав. Відповідальність за напад взяло на себе збройне крило НФОП - "Бригади Абу Алі Мустафи". Днем пізніше двоє палестинських бойовиків, імовірно відповідальних за стрілянину, були вбиті ізраїльськими військами в Наблусі під час спроби їхнього арешту.
6 липня солдат ЦАХАЛу був убитий після того, як палестинський бойовик відкрив вогонь по силах безпеки, які зупинилися, щоб оглянути його автомобіль біля ізраїльського поселення Кедумім. Нападник був убитий ізраїльськими силами після втечі з місця події. Відповідальність за напад взяв на себе ХАМАС, який назвав його "героїчною операцією" у відповідь на ізраїльське вторгнення в Дженіні за два дні до цього.